# Międzynarodowy Festiwal Muzyczny w Beigang
Międzynarodowy Festiwal Muzyczny w Beigang jest projektem Stowarzyszenia Filharmonii w Beigang i odbywa się w Beigang (powiat Yunlin) na Tajwanie. 
Festiwal, od swojego powstania w 2006 roku, poprzez sukcesywny rozwój osiągnął obecnie status największego Międzynarodowego Festiwalu Muzycznego w powiecie Yunlin. Atrakcją festiwalu jest szereg różnych koncertów, ze szczególnym uwzględnieniem instrumentów dętych (solo, kameralnie i w big bandach) oraz, w ramach programu edukacyjnego, Konserwatorium Chia-Hu. Ponadto festiwal realizuje międzykulturowy program dla zaproszonych muzyków z różnych krajów. Dyrektorem artystycznym Międzynarodowego Festiwalu Muzycznego w Beigang jest pianista Heinz Chen.

## Beigang
Miasto Beigang jest znane ze swojej świątyni Chaotian, która jest jedną z najważniejszych budowli sakralnych bogini Mazu. Stowarzyszenie Filharmonii w Beigang zdecydowało się wspierać edukację muzyczną, jak również działalność wykonawczą w Beigang, ponieważ przeróżne sceny kultury tego miasta były szczególnie aktywne jedynie podczas dni świątecznych. Większość projektów festiwalu odbywa się w centrum Beigang. 

## Historia
W 2005 roku Stowarzyszenie Filharmonii w Beigang zorganizowało pierwszy Międzynarodowy Festiwal Muzyczny w Beigang. Pierwsze spektakle odbywały się przy współudziale Orkiestry Dętej Beigang i uczniów z Konserwatorium Chia-Hu w Beigang. W 2006 roku pianista Heinz Chen został mianowany dyrektorem artystycznym festiwalu i wyznaczony do podniesienia rangi festiwalu do międzynarodowych standardów. Tym samym pierwszy Międzynarodowy Festiwal Muzyczny w Beigang został utworzony. Festiwal stał się bardzo popularny wśród lokalnej publiczności, miejscowych mediów i polityków. Od 2005 roku Su Ji-Feng – gubernator powiatu Yunlin, w otoczeniu innych polityków odwiedza festiwal co roku. W 2007 roku prof. Martin Christian Vogel - rektor Akademii Muzycznej w Detmold (Hochschule für Musik Detmold) zaszczycił swoją obecnością festiwal w Beigang.

## Koncepcja festiwalu
Większość koncertów odbywa się w mieście Beigang. Ponadto, występy odbywają się w miastach Douliu i Xinying. Zdarzenia te są związane z muzyką artystyczną, czyli tzw. muzyką poważną, ale kilka spektakli zawiera także lżejszą muzykę, na przykład koncert na otwartym powietrzu - Noc Kulturalnych Interakcji lub występy w lokalnej restauracji, tzw. Club Concert. Koncerty te cieszyły się dużą popularnością.
Festiwal promuje rozwijanie silnej międzykulturowej wymiany między muzykami z różnych krajów. Promuje również muzykę dla dzieci i jest adresowany do odbiorców, którzy są zainteresowani doświadczaniem bogactwa muzyki poważnej i powiązaniami różnych stylów muzycznych. Z tego powodu, w ramach festiwalu można znaleźć wiele przedsięwzięć, w których międzynarodowi wykonawcy dzielą się swoją wiedzą z uczniami z Beigang. Koncerty i programy edukacyjne są bezpłatne dla odwiedzających, ponieważ celem organizatorów festiwalu jest udostępnianie muzyki wszystkim, którzy są tym zainteresowani. Organizatorzy mają nadzieję dotrzeć z ideą do coraz większej części społeczeństwa.

## Sponsorzy
Międzynarodowy Festiwal Muzyczny w Beigang jest wspierany przez zarząd miasta Beigang, powiat Yunlin oraz departament kulturalny Rządu Krajowego w Tajpej. Marki znanych firm muzycznych, jak Jupiter i Kawai, świątynia Chaotian, jak również wiele lokalnych firm i prywatnych sponsorów przyczynia się do pomocy w finansowaniu festiwalu. W 2009 roku Międzynarodowy Festiwal Muzyczny w Beigang otrzymał wsparcie od Akademii Muzycznej im. J. Sibeliusa (Helsinki, Finlandia).

## Doniesienia prasowe
Krajowy tygodnik Nowy Tajwan, lokalne gazety oraz stacje telewizyjne są zaangażowane w promocję Międzynarodowego Festiwalu Muzycznego w Beigang. Ponadto, Lippische Landes-Zeitung (Niemcy) opublikował artykuł o festiwalu w 2007 roku.

## Muzycy
Następujący muzycy zostali zaproszeni w 2006 roku:
- Lauri Bruins, klarnet
- Anita Farkas, flet
- Paz Aparicio García, saksofon
- Noémi Györi, flet
- Wilfried Stefan Hanslmeier, puzon
- Philipp Hutter, trąbka
- Christina Jacobs, saksofon
- Anniina Karjalainen, trumpet
- Sofia Kayaya, flet
- Mizuho Kojima, puzon
- Zoltán Kövér, trąbka
- Anna Krauja, sopran
- Paavo Maijala, fortepian
- Lauri Sallinen, klarnet
- Juuso Wallin, waltornia

## Stowarzyszenie Filharmonii w Beigang
Głównym organizatorem festiwalu jest Stowarzyszenie Filharmonii w Beigang. Jej członkowie wykonują swoją pracę nieodpłatnie, a działalność stowarzyszenia oparta jest na pracy wolontariuszy.